# Imigração africana nos Estados Unidos
Imigração africana nos Estados Unidos, no âmbito deste artigo, refere-se ao conjunto de cidadãos  de países africanos que ingressaram  nos Estados Unidos recentemente, ou seja, da década de 1960 em diante. Esses imigrantes distinguem-se, em princípio, dos afro-americanos - termo que, nos Estados Unidos, geralmente denota os cidadãos estado-unidenses  que descendem de africanos escravizados,  embora os imigrantes africanos recentes e seus filhos também possam vir a se identificar  como afro-americanos - ou optar por outra forma.